# Schuʿūbīya
Die Schuʿūbīya (arabisch الشعوبية, DMG aš-Šuʿūbīya) bezeichnet eine persische Nationalbewegung im 8. und 9. Jahrhundert, deren Anhänger die arabische Überlegenheit in Frage stellten.

## Terminologie
Der Begriff „Schu'ubiya“ geht auf die Sure 49 Vers 13 des Korans zurück, in dem von Verbänden (Schu'ub) und Stämmen (Qaba'il) die Rede ist.
Ihr Menschen! Wir haben euch geschaffen (indem wir euch) von einem männlichen und einem weiblichen Wesen (abstammen ließen), und wir haben euch zu Verbänden und Stämmen gemacht, damit ihr euch (auf Grund der genealogischen Verhältnisse) untereinander kennt. (Bildet euch aber auf eure vornehme Abstammung nicht zu viel ein!) Als der Vornehmste gilt bei Gott derjenige von euch, der am frömmsten ist. Gott weiß Bescheid und ist (über alles) wohl unterrichtet. Diese Sure wurde und wird von Muslimen häufig genutzt, um Vorurteile und Gewalt zwischen einzelnen Gruppen zu verhindern.
Der Begriff Schu’ubiya war schon vor dem 9. Jahrhundert gebräuchlich, als die Charidschiten die Privilegien und Überlegenheit der Koreischiten als Führer der Umma ablehnten.
Die Anhänger der persischen Schu’ubiya im 8./9. Jahrhundert bezeichneten sich mit dem Begriff wahrscheinlich auch selbst. Er hatte somit keine diskriminierende Intention. Die Anhänger der persischen Schu’ubiya interpretierten die obengenannte Sure neu. Die traditionelle arabische Interpretation ging davon aus, dass sich sowohl schu’ub und kaba’il auf Gruppen beziehen, die sich durch ihre Genealogie voneinander unterscheiden. Im Gegensatz dazu vertraten die Anhänger der Schu’ubiya die Interpretation, dass sich schu’ub auf eine Gruppe mit territorialer Definition bezieht.

## Form der Bewegung
An der Bewegung waren in der Mehrzahl Perser beteiligt, aber durch Überlieferungen sind auch koptische, aramäische und berberische Anhänger bekannt. Die Anhänger übersetzten alte griechische Literatur und förderten Literatur und Poesie in persischer Sprache. Damit wollten sie zeigen, dass ihre Abstammung und Traditionen die vornehmeren waren als die der Araber. Außerdem wurden Schmähschriften veröffentlicht und Theorien aufgestellt, die die edlere Herkunft der Perser betonen sollte. So wurde unter anderem behauptet, Araber seien gegenüber den Persern minderwertig, da die arabischen Vorfahren sich auf den Sohn Ibrahims mit seiner Sklavin Hagar zurückverfolgen lassen, Perser hingegen vom legitimen Sohn Isaak abstammen.

## Entstehung und Gründe der Bewegung
Die Schu’ubiya war wahrscheinlich nicht auf die Zerstörung der islamischen Herrschaft ausgerichtet, sondern vielmehr ein Ausdruck eines erstarkenden persischen Nationalbewusstseins. Ziel war die Förderung nicht-arabischer, vor allem persischer Elemente und Einflüsse im islamischen Herrschaftsgebiet.
Ein Großteil der Anhänger der Schu'ubiya gehörte der Klasse der noch auf die Sassaniden zurückgehenden Beamten an. Nach der Eroberung der persischen Gebiete hatten die Araber die sassanidischen Verwaltungsstrukturen übernommen, sodass die Beamten ihre Privilegien behielten. Trotz oder gerade deswegen mussten sie während der Herrschaft der Umayyaden Diskriminierung und Schmähungen ertragen. Der abbasidische Widerstand nutze und förderte diese Spannungen und die Konkurrenz zwischen Arabern und Persern für ihre Ziele. Nach dem abbasidischen Umsturz räumten die Abbasiden den Persern absolute Gleichberechtigung ein, sofern sie sich dem Islam anschlossen und ihre Schriften auf Arabisch verfassten.
Diese Entwicklung stärkte das persische Nationalbewusstsein. Gleichzeitig fühlten sich die persischen Beamten allerdings auch bedroht. Die Welt war im Wandel und die sozialen Grenzen sehr viel durchlässiger geworden. Es war nun auch möglich, ein Amt zu erreichen, für das jemand von Geburt an eigentlich nicht geeignet gewesen wäre. Dieser zunehmende arabische Einfluss in ihrem Wirkungsgebiet und eine höhere Bedeutung arabischer Literatur und Poesie bedrohten die Privilegien der alten persischen Beamtenklasse. Aus diesen Gründen schlossen sich viele der Schu’ubiya an, um ihre edlen Wurzeln zu betonen.

## Bedeutung der Schu’ubiya
Die Bewertung der Schu'ubiya ist heutzutage schwer, da es keine Originalquellen mehr gibt und alles Wissen aus arabischen Sekundärquellen über die Schu’ubiya stammt. Aus diesem Grund gibt es keine einheitliche wissenschaftliche Bewertung.
Laut manchen Wissenschaftlern, wie dem französischen Sprachwissenschaftler G. Lecomte, wurde die Schu'ubiya in ihrer Bedeutung überschätzt, da sie keine zentralen Programme oder Führer hatte. Für Lecomte stellte sie mehr eine diffuse anti-arabische Neigung dar. Der Iranexperte und Harvard-Professor Roy Mottahedeh nimmt darauf Bezug und wirft die Frage auf, warum die Schu’ubiya, wenn denn aus heutiger Sicht unbedeutend, seinerzeit starke Reaktionen auf arabischer Seite hervorgerufen hat. Diese Reaktionen zeugten davon, dass die Schu'ubiya durchaus eine starke Bedeutung für die Araber ihrer Zeit hatte.
Laut dem schottischen Islamwissenschaftler H. A. R. Gibb gab es verschiedene, teilweise indirekte Reaktionen auf die Schu'ubiya auf arabischer Seite:
1. Das Konzept des adab, welches beinhaltete, vor-islamische Texte zu studieren und diese in islamische Theologie einzubinden
2. Die Mu'tazila, welche einen strikten Monotheismus propagiert und die Vernunft als Erkenntnisquelle betont
3. Die Gründung der bait al-hikma Akademie (Haus der Weisheit), in der griechische Texte ins Arabische übersetzt wurden, die zur Argumentation gegen dualistische Häresie eingesetzt wurden.

Weitgehender Konsens besteht darin, dass die Schu'ubiya einen entscheidenden Teil dazu bei trug, dass die persische Sprache bis heute erhalten blieb.